# Atletiek op de Olympische Zomerspelen 1984 – marathon vrouwen
De marathon voor vrouwen op de Olympische Zomerspelen 1984 op het stratenparcours in Los Angeles vond plaats op zondag 5 augustus 1984. Het was de eerste editie van de vrouwenmarathon bij de Olympische Spelen. 
De start vond plaats om 8 uur 's ochtends bij het Santa Monica City College en de finish bevond zich in het Los Angeles Memorial Coliseum. Ondanks 24 °C bleven negen vrouwen onder de tijd van 2,5 uur. De wedstrijd werd gewonnen door de Amerikaanse Joan Benoit in 2:24.52. Op de finish had zij een ruime voorsprong op de Noorse Grete Andersen-Waitz. Van de 50 deelnemers finishten er 44.

## Uitslag
| Rang | Atlete                     | Land | Tijd    |
| ---- | -------------------------- | ---- | ------- |
| 1    | Joan Benoit                | USA  | 2:24.52 |
| 2    | Grete Andersen-Waitz       | NOR  | 2:26.18 |
| 3    | Rosa Mota                  | POR  | 2:26.57 |
| 4    | Ingrid Kristiansen         | NOR  | 2:27.34 |
| 5    | Lorraine Moller            | NZL  | 2:28.34 |
| 6    | Priscilla Welch            | GBR  | 2:28.54 |
| 7    | Lisa Martin-Ondieki        | AUS  | 2:29.03 |
| 8    | Sylvie Ruegger             | CAN  | 2:29.09 |
| 9    | Laura Fogli                | ITA  | 2:29.28 |
| 10   | Tuija Toivonen-Jousimaa    | FIN  | 2:32.07 |
| 11   | Joyce Smith                | GBR  | 2:32.48 |
| 12   | Alba Milana                | ITA  | 2:33.01 |
| 13   | Dorthe Rasmussen           | DEN  | 2:33.40 |
| 14   | Sarah Rowell               | GBR  | 2:34.08 |
| 15   | Sinikka Keskitalo          | FIN  | 2:35.15 |
| 16   | Charlotte Teske            | FRG  | 2:35.56 |
| 17   | Anne Marie Malone          | CAN  | 2:36.33 |
| 18   | Marie-Louise Hamrin        | SWE  | 2:36.41 |
| 19   | Nanae Sasaki               | JPN  | 2:37.04 |
| 20   | Paola Moro                 | ITA  | 2:37.06 |
| 21   | Ria Van Landeghem          | BEL  | 2:37.11 |
| 22   | Carla Beurskens            | NED  | 2:37.51 |
| 23   | Regina Joyce               | IRL  | 2:37.57 |
| 24   | Marie-Christine Deurbroeck | BEL  | 2:38.01 |
| 25   | María Trujillo             | MEX  | 2:38.50 |
| 26   | Bente Moe                  | NOR  | 2:40.52 |
| 27   | Mary O'connor              | NZL  | 2:41.22 |
| 28   | Carey May                  | IRL  | 2:41.27 |
| 29   | Francine Peeters           | BEL  | 2:42.22 |
| 30   | Zehava Shmueli             | ISR  | 2:42.27 |
| 31   | Winnie Ng                  | HKG  | 2:42.38 |
| 32   | Mónica Regonesi            | CHI  | 2:44.44 |
| 33   | Naydi Nazario              | PUR  | 2:45.49 |
| 34   | Yuko Gordon                | HKG  | 2:46.12 |
| 35   | Ena Guevara                | PER  | 2:46.50 |
| 36   | Julie Brown                | USA  | 2:47.33 |
| 37   | Gabriela Andersen-Schiess  | SUI  | 2:48.42 |
| 38   | Rita Borralho              | POR  | 2:50.58 |
| 39   | Conceição Ferreira         | POR  | 2:50.58 |
| 40   | María Cárdeñas             | MEX  | 2:51.03 |
| 41   | María Luisa Ronquillo      | MEX  | 2:51.04 |
| 42   | Nelly Chávez               | BOL  | 2:51.35 |
| 43   | Mary Wagaki                | KEN  | 2:52.00 |
| 44   | Eleonora De Mendonça       | BRA  | 2:52.19 |
| —    | Ifeoma Mbanugo             | NGR  | DNF     |
| —    | Akemi Masuda               | JPN  | DNF     |
| —    | Jacqueline Gareau          | CAN  | DNF     |
| —    | Julie Isphording           | USA  | DNF     |
| —    | Anne Garrett-Audain        | NZL  | DNF     |
| —    | Leda Díaz                  | HON  | DNF     |

Mannen:
1896 ·
1900 ·
1904 ·
1908 ·
1912 ·
1920 ·
1924 ·
1928 ·
1932 ·
1936 ·
1948 ·
1952 ·
1956 ·
1960 ·
1964 ·
1968 ·
1972 ·
1976 ·
1980 ·
1984 ·
1988 ·
1992 ·
1996 ·
2000 ·
2004 ·
2008 ·
2012 ·
2016

Vrouwen:
1984 ·
1988 ·
1992 ·
1996 ·
2000 ·
2004 ·
2008 ·
2012 ·
2016